# Törökország himnusza

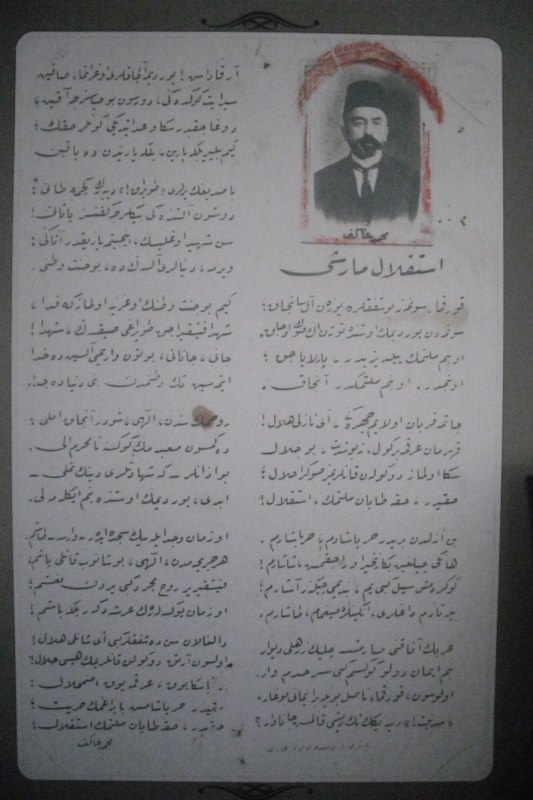
A himnusz eredeti kézirata

Az İstiklâl Marşı („Függetlenségi induló”) Törökország, nemzeti himnusza, melyet hivatalosan 1921. március 12-én fogadtak el. A kiírt pályázatra 724 vers érkezett be, melyek közül Mehmet Akif Ersoy köztiszteletben álló költő tíz versszakos költeményét választották. Megzenésítésére újabb pályázatot írtak ki, huszonnégy zeneszerző műve közül a Tanács – ami a török függetlenségi háború miatt csak 1924-ben tudott újra összeülni – Ali Rıfat Çağatay szerzeményét választotta. 1930-ig így énekelték, ezután az Elnöki Szimfonikus Zenekar karmestere, Osman Zeki Üngör zenéjére cserélték. Azóta ezt használják. Rendszerint csak az első két versszakot éneklik. A himnusz egyben a nemzetközileg el nem ismert Észak-ciprusi Török Köztársaság himnusza is.

## Török szöveg
Korkma, sönmez bu şafaklarda yüzen al sancak; 
Sönmeden yurdumun üstünde tüten en son ocak. 
O benim milletimin yıldızıdır parlayacak; 
O benimdir, o benim milletimindir ancak. 
Çatma, kurban olayım çehreni ey nazlı hilal! 
Kahraman ırkıma bir gül! ne bu şiddet bu celal? 
Sana olmaz dökülen kanlarımız sonra helal, 
Hakkıdır, Hakk'a tapan, milletimin istiklal! 
Ben ezelden beridir hür yaşadım, hür yaşarım. 
Hangi çılgın bana zincir vuracakmış? Şaşarım; 
Kükremiş sel gibiyim, bendimi çiğner aşarım; 
Yırtarım dağları, enginlere sığmam, taşarım. 
Garbın afakını sarmışsa çelik zırhlı duvar, 
Benim iman dolu göğsüm gibi serhaddim var. 
Ulusun, korkma! Nasıl böyle bir imanı boğar.
"Medeniyyet!" dediğin tek dişi kalmış canavar? 
Arkadaş! Yurduma alçakları uğratma sakın! 
Siper et gövdeni, dursun bu hayasızca akın. 
Doğacaktır sana vaadettiği günler Hakk'ın; 
Kimbilir, belki yarın, belki yarından da yakın. 
Bastığın yerleri "toprak" diyerek geçme, tanı! 
Düşün, altında binlerce kefensiz yatanı. 
Sen şehit oğlusun, incitme, yazıktır atanı; 
Verme, dünyaları alsan da bu cennet vatanı. 
Kim bu cennet vatanın uğruna olmaz ki feda? 
Şüheda fışkıracak toprağı sıksan, şüheda! 
Canı, cananı, bütün varımı alsın da Hüda,
Etmesin tek vatanımdan beni dünyada cüda.
Ruhumun senden, ilahi, şudur ancak emeli; 
Değmesin mabedimin göğsüne na-mahrem eli! 
Bu ezanlar ki şahadetleri dinin temeli, 
Ebedi yurdumun üstünde benim inlemeli 
O zaman vecd ile bin secde eder varsa taşım; 
Her cerihamdan, ilahi, boşanıp kanlı yaşım, 
Fışkırır ruh-i mücerret gibi yerden na'aşım; 
O zaman yükselerek arşa değer belki başım! 
Dalgalan sen de şafaklar gibi ey şanlı hilal; 
Olsun artık dökülen kanlarımın hepsi helal!
Ebediyyen sana yok, ırkıma yok izmihlal. 
Hakkıdır, hür yaşamış bayrağımın hürriyet; 
Hakkıdır, Hakk'a tapan milletimin istiklal! 

## Angolul
Fear not! For the crimson flag that proudly waves in these dawns, shall never fade, 
Before the last fiery hearth that is ablaze within my nation burns out. 
And that, is the star of my nation, and it will forever shine; 
It is mine; and solely belongs to my valiant nation. 
Frown not, I beseech you, oh thou coy crescent, 
But smile upon my heroic nation! Why the anger, why the rage? 
Our blood we shed for you will not be worthy otherwise; 
For freedom is the absolute right of my God-worshipping nation. 
I have been free since the beginning and forever will be so. 
What madman shall put me in chains! I defy the very idea! 
I'm like the roaring flood; powerful and independent, 
I'll tear apart mountains, exceed the oceans and still gush out! 
The lands of the of the West may be armored with walls of steel,
But I have borders guarded by the mighty chest of a believer. 
Recognize your innate strength! And think: how can this fiery faith ever be 
killed, 
By that battered, single-fanged monster you call "civilization"?
My friend! Leave not my homeland to the hands of villainous men! 
Render your chest as armor and your body as trench! Stop this disgraceful rush! 
For soon shall come the days which are promised… 
Who knows? Perhaps tomorrow? Perhaps even sooner!
View not the soil you tread on as mere earth, recognize it! 
And think about the shroudless thousands who lie so nobly beneath you. 
You're the noble son of a martyr, take shame, hurt not your ancestor! 
Unhand not, even when you're promised worlds, this paradise homeland. 
What man would not die for this heavenly piece of land? 
Martyrs would gush out were one to just squeeze the soil! Martyrs! 
May God take all my loved ones and possessions from me if He will, 
But may He not deprive me of my one true homeland for the world. 
Oh glorious God, the sole wish of my pain-stricken heart is that,
No infidel's hand should ever touch the bosom of my sacred temple.
These adhans, and these shahadahs that my hearing is accustomed to, are the base of my religion,
And may their noble sound last loud and wide over my eternal homeland. 
For only then, shall my tombstone -if there is one- lay its forehead on the earth (like in salah) a thousand times in ecstasy,
And tears of fiery blood shall gush out of my every wound, 
And precisely so shall my corpse gush out from the earth like an eternal spirit, 
And perhaps only then, shall my head rise and at long last reach the heavens.
So flap and wave like the bright dawning sky, oh thou glorious crescent, 
So that our every last drop of blood may finally be worthy!
Neither you nor my nation shall ever be extinguished! 
For freedom is the absolute right of my ever-free flag; 
For freedom is the absolute right of my God-worshipping nation!

## Külső hivatkozások
- Kották: gitárra: http://www.muzisyenlerkulubu.com/akorlar/guitar.asp?action=downloads&link=161&lessons=%DDstiklal+Mar%FE%FD[] Archiválva 2007. szeptember 28-i dátummal a Wayback Machine-ben, PDF formátumban:
- Török Oktatási Minisztérium honlapjáról (török)
- TurkishEmbassy.org – A himnusz hangfelvétele
- Ogg Vorbis Stream